# Saulces-Monclin
Saulces-Monclin é uma comuna francesa na região administrativa de Grande Leste, no departamento das Ardenas. Estende-se por uma área de 20,23 km². Em 2010 a comuna tinha 824 habitantes (densidade: 40,7 hab./km²).